# ميمونة (احتفال)

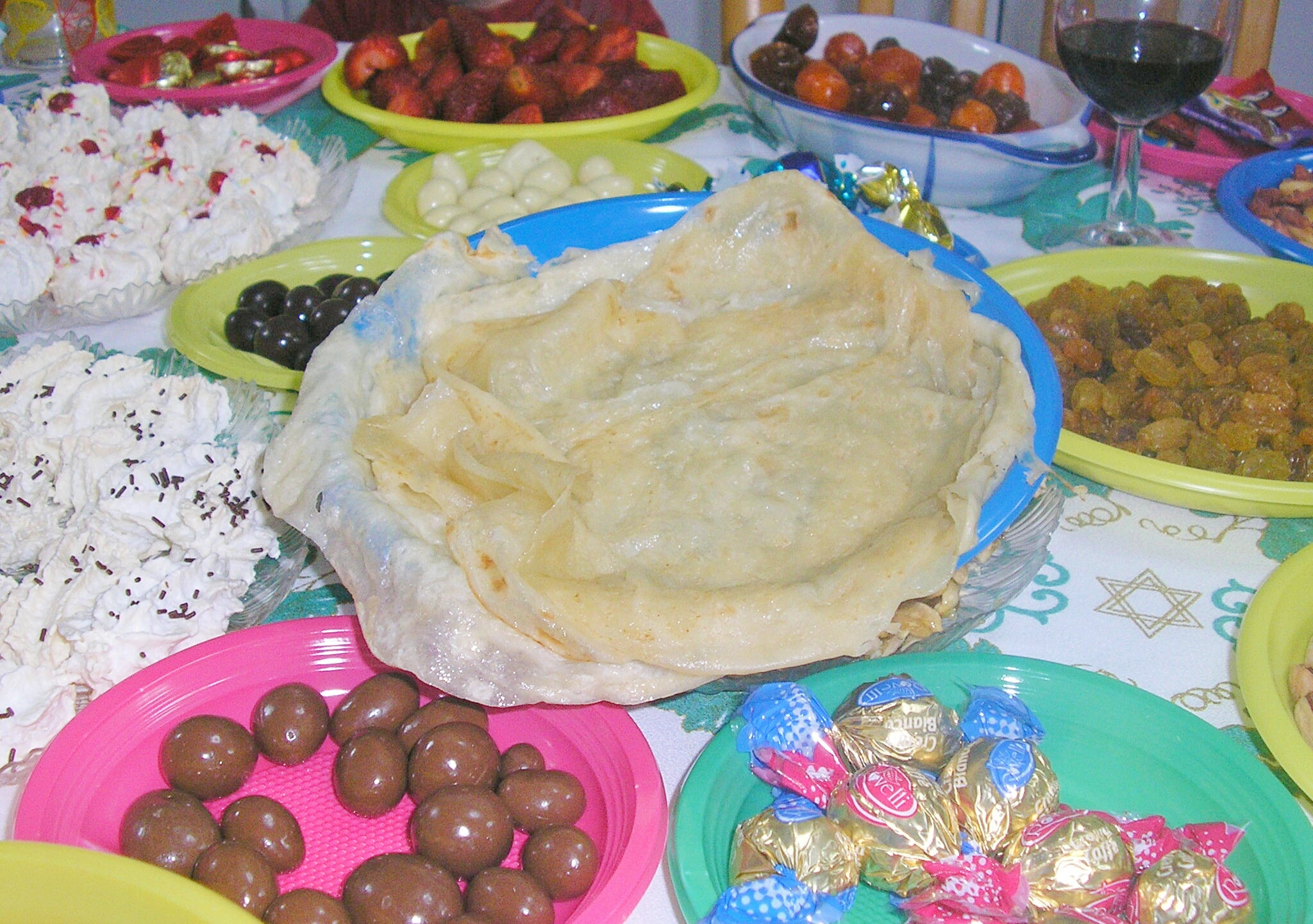
مائدة مزينة بكل رموز الاحتفالات. الطبق في الوسط هو المفلوتة.

الميمونة (العبرية: מימונה) هو احتفال تقليدي يهودي في المغرب يُقام يوم بعد عيد الفصح. ويمثل العودة إلى أكل «حاميتس»، أي الخبز وما يُلازمه، وهي ممنوعة طوال أسبوع عيد الفصح.
في إسرائيل، الميمونة أصبحت شائعة بين كل اليهود، وتُقام سنويا في الهواء الطلق والمهرجانات. رغم أن العطلة خاصة في عادات اليهود المغاربة، فقد اتخذت من المجموعات العرقية الأخرى في إسرائيل، ولا سيما تلك التابعة لقطاع مزراحي.
تبدأ الاحتفالات بعد حلول الظلام في آخر يوم من أيام عيد الفصح. حيث تظل منازل اليهود المغاربة، مفتوحة للزوار، بعد يشيع توزيع كعك العيد التقليدي ومن الاشياء المفضلة هي المفلوتة أو التريد. تُزين المائدة أيضا بمختلف رموز الحظ والغنى، مع التركيز على الرقم "5" ك 5 قطع من الذهب أو 5 مجوهرات أو بذرات فول المرتبة على ورقة من المعجنات.
خلال العقود القليلة الماضية، أصبحت الميمونة (من الكلمة العربية «ميمون» معناها «الحظ») مفضلة من طرف السياسيين الإسرائيليين الذين يستخدمون فيها الفرصة ليمتزجون مع الجماهير وحشد الدعم الجماهيري.
في عام 2006، احتفلت الجالية اليهودية المغربية وللمرة الأولى في باريس، بالعيد علنا. خلافا للجالية اليهودية المغربية في امستردام التي تحتفل بهذا المهرجان علانية منذ سنوات عديدة.

## وصلات خارجية
- الوكالة اليهودية الإسرائيلية - شرح الميمونة (بالإنجليزية)
- تاريخ يهود المغرب (بالفرنسية)
- Stichting Maimon

(بالهولندية)